# 史上最強天狗冒険物語 天までとどけ!
『史上最強天狗冒険物語 天までとどけ!』（しじょうさいきょうてんぐぼうけんものがたり てんまでとどけ!）は、谷口あさみによる日本の漫画。天狗をモチーフとした作品で、『別冊コロコロコミック』（小学館）で2005年4月号から2006年4月号まで連載された。全7話。 
主人公・赤丸テンが仲間とともに、天竺の大会でライバルと闘い優勝し、勇者をめざすという物語である。

## あらすじ
主人公・テンは幼い頃、魔物に襲われていた所を、勇者に助けられた。それでテンは、人を助けるための勇者になりたいと決意し天竺に行く。

## 登場人物
赤丸テン
主人公。通称"テン"。一人称は「俺」「おれっち」。男性。体は小さいが、ビルのガラスを一発で破壊することができ、空も飛べることもできる。第一話で天竺に行くため、ピザを毎日届けに行っているがビルの人に負傷させてしまうなど、いつも失敗だらけだった。あることで天竺に行くことになった。天竺に初めて行ってからは、コップやモグ助、ミカヅキ達と初めて出会う。
コップ
テンの仲間。一人称は「ワイ」。天竺でテンと初めて会った時、テンから「チャワン」と呼ばれたが、それ以降、「コップ」と呼ばれる。あることでコップはテンと袂を分かち絶交することとなる。
モグ助
テンの仲間の一人。一人称は「僕」。モデルや名前の由来は「モグラ」である。天竺の大会の途中でテンを守ろうとして、ミカヅキに倒される。実は、幼い頃は友達などはいなかったという。
アゲハ
テンのライバルであり、モデルや名前の元は「アゲハ蝶」。
ネコマロ
テンのライバルで、モデルや名前の元は、「猫」である。
ダンディー
コダシロー
二等辺三角形
テンのライバル。モデルや名前の元は算数の「二等辺三角形」。
ミカヅキ
テンのライバルの一人。一人称は「俺」。男性。名前の由来は「三日月」。大会の途中でモグ助を倒してしまう。
乙姫
天竺の大会の司会者。元ネタ、名前は「浦島太郎」の乙姫。